# Безвил ла Бастиј
Безвил ла Бастиј (фр. Beuzeville-la-Bastille) насеље је и општина у северној Француској у региону Доња Нормандија, у департману Манш која припада префектури Шербур-Октевил.
По подацима из 2011. године у општини је живело 152 становника, а густина насељености је износила 35,02 становника/km². Општина се простире на површини од 4,34 km². Налази се на средњој надморској висини од 10 метара (максималној 37 m, а минималној 2 m).

## Демографија
| 1962. | 1968. | 1975. | 1982. | 1990. | 1999. | 2011. |
| ----- | ----- | ----- | ----- | ----- | ----- | ----- |
| 206   | 243   | 225   | 166   | 166   | 161   | 152   |

График промене броја становника у току последњих година